# Chrysomya villeneuvi
Chrysomya villeneuvi là một loài ruồi Đông Nam Á. Chúng thuộc họ Calliphoridae.